# Maroc, l'innocence sacrifiée
Pour plus de détails, voir Fiche technique et Distribution.
Maroc, l'innocence sacrifiée est un documentaire français écrit, produit et réalisé par Farid Dms Debah, sorti en mai 2017 ,.

## Synopsis
Le réalisateur français Farid Dms Debah donne la parole aux victimes de la pédophilie au Maroc et aux professionnels qui œuvrent au quotidien pour aider les enfants à se reconstruire. Un documentaire ethnologique, fruit de deux années d'investigations.

## Fiche technique
- Titre : Maroc, l'innocence sacrifiée
- Titre anglais : Morocco, Sacrificed Innocence
- Réalisation : Farid Dms Debah
- Scénario : Farid Dms Debah
- Photographie : Farid Dms Debah
- Son : Farid Dms Debah
- Montage : Soulayman Chelh
- Musique : Yassine Dms Debah
- Production : Farid Dms Debah
- Société de production : Farid Dms Debah
- Pays :  France
- Genre : documentaire
- Durée : 35 minutes
- Format : 1,85:1 - couleur
- Langue : arabe marocain
- Date de sortie : mai 2017
- Numéro de Visa: 155125
- Date de Visa : 03/09/2021
- Mention CNC : Tous publics avec avertissement
- Avertissement CNC : Ce film aborde un sujet important et sensible avec certains propos crus pouvant heurter les jeunes spectateurs.

## Distribution
- Najat Anwar - intervenante
- Laïla Aboulouafa - intervenante
- Abdellah Dami - intervenant
- Ahmed El Hamdaoui - intervenant
- Mustapha Errachdi - intervenant
- Benoit Allemane - voix off (version française)
- Allan Wenger - voix off (version anglaise)

## Distinctions
- 2017 : Sose international film festival (Arménie) – Prix Spécial du Festival[3]
- 2023 : Rwanda International Movie Award (en) (Rwanda) – Prix du Meilleur Documentaire International[4]